# Hermias (Apologet)
Hermias (auch Hermeias) war ein christlicher Apologet. Er lebte im späten 2. Jahrhundert. Hermias ist nur durch eine kurze, die Lehren der griechischen Philosophen verspottende Schrift bekannt.

## Textausgabe
- Gentilium Philosophorum Irrisio. In: Jacques Paul Migne: Patrologia Graeca. Bd. 6 (1857), Sp. 1169–1175 (online).